# ميتيا شيفر
ميتيا شيفر (بالألمانية: Mitja Schäfer)‏ هو لاعب كرة قدم ألماني في مركز الوسط، ولد في 27 فبراير 1980 في كولونيا في ألمانيا. لعب مع إرتسغيبيرغه آوه وروت فايس آهلن وروت فايس إيسن وفورتونا كولن ونادي فوبرتال الرياضي ونادي كولن.

## وصلات خارجية
- ميتيا شيفر على موقع قاعدة بيانات كرة القدم.إي يو (الإنجليزية)
- ميتيا شيفر على موقع بيانات كرة القدم. دي إي (الألمانية)